# Seznam armad Kraljevine Jugoslavije
Seznam armad Kraljevine Jugoslavije.

## Seznam
- 1. armada
- 2. armada
- 3. armada
- 4. armada
- 5. samostojna armada
- 6. samostojna armada
- 7. armada
- 3. teritorialna armada
- Obalna armada